# Apsar abcásio
|                     |  |                    |
| 10 apsares (frente) |  | 50 apsares (verso) |

O apsar (em abcásio, Аҧсар) é a moeda nacional da Abcásia. Juntamente com o rublo russo, é uma das duas moedas com valor e utilização legal no território da autoproclamada república. Até o momento, foram cunhadas apenas moedas de apsares - não existem ainda apsares em cédulas.